# 32107 Ylitalo
32107 Ylitalo este un asteroid din centura principală de asteroizi.

## Descriere
32107 Ylitalo este un asteroid din centura principală de asteroizi. A fost descoperit pe 27 mai 2000 la Socorro, New Mexico, în cadrul proiectului LINEAR. Asteroidul prezintă o orbită caracterizată de o semiaxă mare de 2,30 ua, o excentricitate de 0,04 și o înclinație de 3,9° în raport cu ecliptica.